# Polytrichadelphus archboldii
Polytrichadelphus archboldii är en bladmossart som beskrevs av Edwin Bunting Bartram 1942. Polytrichadelphus archboldii ingår i släktet Polytrichadelphus och familjen Polytrichaceae. Inga underarter finns listade i Catalogue of Life.